# باشگاه فوتبال شهرداری بروجرد
تیم فوتبال شهرداری بروجرد، یک تیم فوتبال از شهر بروجرد است که هم‌اکنون در  لیگ  دسته سوم فوتبال ایران  بازی می‌کند. این تیم در فصل‌های ۸۹–۹۰ و ۹۸–۹۹ قهرمان لیگ فوتبال استان لرستان شده و نماینده استان لرستان در لیگ دسته سوم باشگاه‌های ایران است. اکنون موسی صابونچی مربی گری این تیم را بر عهده دارد. بازی‌های خانگی این تیم در  ورزشگاه علی بیات بروجرد برگزار می‌شود.

## بازیکنان مطرح
- احمدساکی(دفاع وسط)
- مهرداد شاکرمی(هافبک)
- فردین تقوی (دروازهبان)
- معین نظام الااسلامی(مهاجم)
- سیدمحمدمهدی نصراله زاده(هافبک دفاعی)
- امیر مهدی لطفی (دروازهبان)